# Ateuchus romani
Ateuchus romani е вид твърдокрило насекомо от семейство Листороги бръмбари (Scarabaeidae).

## Разпространение
Видът е разпространен в Бразилия (Амазонас и Баия) и Френска Гвиана.